# Kristin Herrera
Kristin Lisa Herrera (Los Angeles, 21 februari 1989) is een Amerikaanse actrice. Ze is het meest bekend geworden door haar rol als Dana Cruz in de eerste dertien afleveringen van seizoen 1 van Zoey 101. 
Herrera is geboren in Los Angeles en heeft twee oudere broers. Ze is een Mexicaanse en spreekt vloeiend Spaans. Herrera speelde al in reclames vanaf haar zesde. In Zoey 101 was het zo gepland dat Dana Cruz de vriend van Logan werd, maar ze is in de 13e aflevering vervangen door Victoria Justice. Het deel van Logan's nieuwe vriendin is later vervangen door Quinn Pensky (Erin Sanders).